# Helodrano Bombetoka
Helodrano Bombetoka är en vik i Madagaskar. Den ligger i den norra delen av landet, 400 km norr om huvudstaden Antananarivo.